# Manuel María Lombardini de la Torre
El general Manuel Apolinario José María Ignacio Lombardini de la Torre (n. a la ciutat de Mèxic el 23 de juliol de 1802; m. a la ciutat de Mèxic el 2 de desembre de 1853) fou un militar i polític mexicà, president interí de Mèxic del 8 de febrer al 20 d'abril de 1853.
Inicià la seva carrera militar dins l'Exèrcit Reialista el 1814. Després de la independència de Mèxic, es retirà temporalment de la vida militar. El 1836 participà en la guerra d'independència de Texas, on fou promogut a lloctinent coronel, i en la Guerra dels Pastissos de 1838 contra els francesos. El 1847, durant la invasió estatunidenca, participà en la batalla de La Angostura. El 1847 fou designat comandant militar de l'estat de Querétaro, i el 1849 comandant cap major de l'exèrcit.
El 1853 formà part de la revolta de Jalisco contra el president Mariano Arista. Juan Bautista Ceballos ocupà la presidència interina, i després, atesa l'oposició dels conservadors, transferí els poders a Lombardini, com a president provisional. En funcions, Lombardini millorà les carreteres de la ciutat de Mèxic a Veracruz i Acapulco i regulà la navegació dels vaixells del Llac de Chalco. Fundà l'Escola d'Enginyeria de l'Acadèmia de San Carlos. El 20 d'abril de 1853, Antonio López de Santa Anna retornà de l'exili a Jamaica i ocupà de bell nou la presidència. Santa Anna designà Lombardini com a comandant de la guarnició de la ciutat de Mèxic. Morí poc després, el desembre del mateix any.